# Filippo Santoro
Dom Filippo Santoro (Bari, 12 de julho de 1948) é um bispo católico italiano. É arcebispo emérito de Taranto.

## Biografia
Graduou-se em Filosofia pela Universidade Católica do Sagrado Coração de Milão, em Teologia pela Pontifícia Universidade Gregoriana, Roma  e doutourou-se em Teologia Dogmática, pela PUC Roma e Filosofia em Milão.
Foi ordenado padre em 20 de maio de 1972 em sua cidade natal. Foi professor de Filosofia e Diretor do "Instituto Superior de Teologia para Leigos" da Arquidiocese de Bari entre 1974 e 1984, quando foi convidado por Dom Eugênio Sales para implementar o movimento Comunhão e Libertação na Arquidiocese do Rio de Janeiro. Nesta arquidiocese exerceu diversas funções pastorais e em diversas universidades. Foi membro da delegação da Santa Sé na ECO-92. Foi perito teológico na Quarta Conferência Geral do Episcopado Latino-Americano em Santo Domingo de 12 a 28 de outubro de 1992. Foi também membro da Comissão Diocesana de Doutrina, do Conselho Presbiterial, e realizou Trabalho Pastoral na Paróquia Nossa Senhora de Copacabana.
Em 10 de abril de 1996 foi nomeado Bispo Auxiliar da Arquidiocese de São Sebastião do Rio de Janeiro, recebendo a ordem em 29 de junho do mesmo ano. Em 12 de maio de 2004 foi nomeado Bispo da Diocese de Petrópolis.
Como bispo, foi animador do Vicariato Sul, Responsável-Coordenador dos movimentos e associações de leigos, representante da Arquidiocese no Conselho Universitário da PUC-RJ, Membro da Comissão Episcopal de Doutrina da CNBB, Presidente do CONIC-Rio. Atuou ainda na Pastoral da Saúde, no Ensino Religioso nas escolas católicas e oficiais e na Pastoral de políticos católicos. Foi considerado um articulador político do então arcebispo Dom Eugênio Sales. Foi um dos negociadores para implementação da lei que torna o ensino religioso obrigatório nas escolas do governo no estado do Rio de Janeiro, em 2003.
No Regional Leste 1 da CNBB foi Bispo Referencial da Pastoral da Educação, da Pastoral do Ensino Religioso e da Pastoral do Laicato.
A partir de 1985 foi professor nas seguintes instituições:
- Pontifícia Universidade Católica do Rio de Janeiro, onde ensina Teologia Dogmática na Pós-graduação e na Graduação.

- Seminário Arquidiocesano São José do Rio de Janeiro, onde leciona Teologia e Filosofia.

- Escola Teológica da Congregação Beneditina do Brasil no Rio de Janeiro, onde ministra a cadeira de Teologia Dogmática.

Presentemente exerce também os seguintes cargos:
- Grão-Chanceler da Universidade Católica de Petrópolis;

- Presidente do Conselho Nacional de Igrejas Cristãs do Rio de Janeiro (CONIC-RJ);

- Membro da Comissão Episcopal para a Doutrina da Fé da CNBB, de 2007 a maio de 2011.

Aos 25 de junho de 2011 teve seu nome divulgado como membro reeleito da Comissão Episcopal Pastoral para a Doutrina da Fé da CNBB.
Em 21 de novembro de 2011, foi elevado a arcebispo metropolita de Taranto.
No dia 18 de setembro de 2012 foi nomeado pelo Papa Bento XVI como Padre Sinodal da 13ª Assembleia Geral Ordinária do Sínodo dos Bispos a se realizar no Vaticano de 7 a 28 de outubro de 2012.
Em 22 de julho de 2023 teve a sua renuncia da Arquidiocese de Tarento aceita pelo Papa Francisco. 

## Obras publicadas
- La Comunità condizione della Fede; ed. Jaca Book Milano, 1977;
- 500 Anos de Evangelização. Partir Novamente de um Fato e de uma Presença;
- Jesus Cristo Ontem, Hoje e Sempre (Heb 13,8), ed. Ilimitada São Paulo, 1992;
- Santo Domingo: La Novedad de um Método in "Communio"; Ed. Española (n. 1, enero-febrero 93) pp. 31–45. Ediciones Encuentro, Madrid, 1993;
- A audácia da razão e o fascínio da fé, Fides et Ratio, in REB Março 1999;
- Percorrer a distância entre a realidade e o mistério; Novos Paradígmas e Teologia em: Atualidade teológica (PUC-RJ), Nº 5 julho-dezembro-1999;
- A dimensão trinitária da vida sacerdotal, Communio, Ed. Brasileira Nº 82, janeiro-julho 2000;
- Percorrer a distância entre a realidade e o mistério,in Percorrer distâncias: um desafio para a razão humana, Ed. USP, Campus Ribeirão Preto, 2001;
- A Igreja como Sacramento. Símbolo, memória e evento, em: revista Eclesiástica Brasileira (REB);
- O Ensino Religioso: Identidade e Pluralismo em Revista: "Communio" Ed. Brasileira.

## Ligações Externas
- Dom Filippo Santoro - Página da CNBB
- Página da Unisinos
- Página da Arquidiocese do Rio de Janeiro